# Idioma halia
Halia es una lengua austronesia de la isla de Buka y en la península Selau de la isla Bougainville, Papúa Nueva Guinea.

## Fonológia
A continuación se muestra la fonología de Halia:

### Consonantes
|            |            | Labiales | Alveolares | Palatales | Velares | Glotales |
| ---------- | ---------- | -------- | ---------- | --------- | ------- | -------- |
| Nasales    | Nasales    | m        | n          |           | ŋ       |          |
| Oclusivas  | Sordas     | p        | t          |           | k       |          |
| Oclusivas  | Sonoras    | b        |            |           | g       |          |
| Africadas  | Africadas  |          | ts ~ tʃ    | ts ~ tʃ   |         |          |
| Fricativas | Fricativas |          | s          |           |         | h        |
| Laterales  | Laterales  |          | l          |           |         |          |
| Róticas    | Róticas    |          | r          |           |         |          |
| Semivocal  | Semivocal  | w        |            | j         |         |          |

### Vocales
|         | Anteriores | Centrales | Posteriores |
| ------- | ---------- | --------- | ----------- |
| Cerrada | i          |           | u           |
| Cerrada | ɪ          |           | ʊ           |
| Media   | (e)        |           | o           |
| Media   | ɛ          |           | ɔ           |
| Abierta |            | a         |             |

Los sonidos vocales diptongos incluyen /ei, au, ou/.
e existe, pero no como monoftongo.

### Alófonos
| Fonema | Alófono    |
| ------ | ---------- |
| /b/    | β          |
| /ɡ/    | ɣ, χ       |
| /ts/   | tʃ         |
| /r/    | ɾ          |
| /a/    | æ, ɐ, ʌ    |
| /ʊ/    | ɨ          |
| /ei/   | e, [ɛi], ɛ |

## Literatura
En la década de 1960, Francis Hagai produjo una serie de liturgias en Halia como parte de su trabajo con la Sociedad de Bienestar Hahalis.